# Colombier (Saint-Barthélemy)
Pour les articles homonymes, voir Colombier.
Colombier est un village et une plage de Saint-Barthélemy dans les Caraïbes, situés dans la partie nord-ouest de l'île, à 4 km de Gustavia, la ville principale. Au nord du village il n'y a pas de route, seulement la villa de David Rockefeller et la plage de l'Anse de Colombier.

## Géographie

### Plage
Colombier possède une longue et jolie plage de sable blanc sous le vent située à l'extrême nord-ouest de l'île. Bordée de végétation, elle est considérée comme l’une des plus belles plages de Saint-Barthélemy. C'est la dernière plage de l'île non desservie par la voie publique. Elle est uniquement accessible par bateau ou à pied,. Le seul bâtiment visible depuis la plage est la demeure du milliardaire David Rockefeller, à l'origine du développement d'un tourisme haut de gamme à Saint-Barthélemy. Il n'y a pas de restaurants ni d'hôtels autour de cette plage. L'Anse de Colombier fait désormais partie de la réserve naturelle marine de Saint-Barthélemy,.
L'anse de Colombier est une baie aux eaux calmes, avec des formations rocheuses, au milieu de laquelle se trouve une zone d'herbiers marins visitée par des tortues vertes et de nombreuses espèces de poissons,. Elle est idéale pour la plongée avec tuba et le snorkeling. Parfois, des centaines d’énormes étoiles de mer orange peuvent être aperçues dans l'eau christraline. Les abords rocheux de la plage abritent quant à eux une grande variété de vie marine. Il n'y a cependant aucune installation sur la plage et il y a peu d'ombre.
Comme pour la plupart des plages les plus populaires de l'île, la saison touristique peut affecter l'ambiance et entraîner une augmentation de la fréquentation piétonnière sur cette plage. Certains jours, surtout le dimanche, le mouillage regorge de bateaux et de petits yachts, ce qui en fait l'une des plages les plus fréquentées. En revanche, durant les autres saisons, quand il y a moins de visiteurs, la plage est pratiquement déserte.

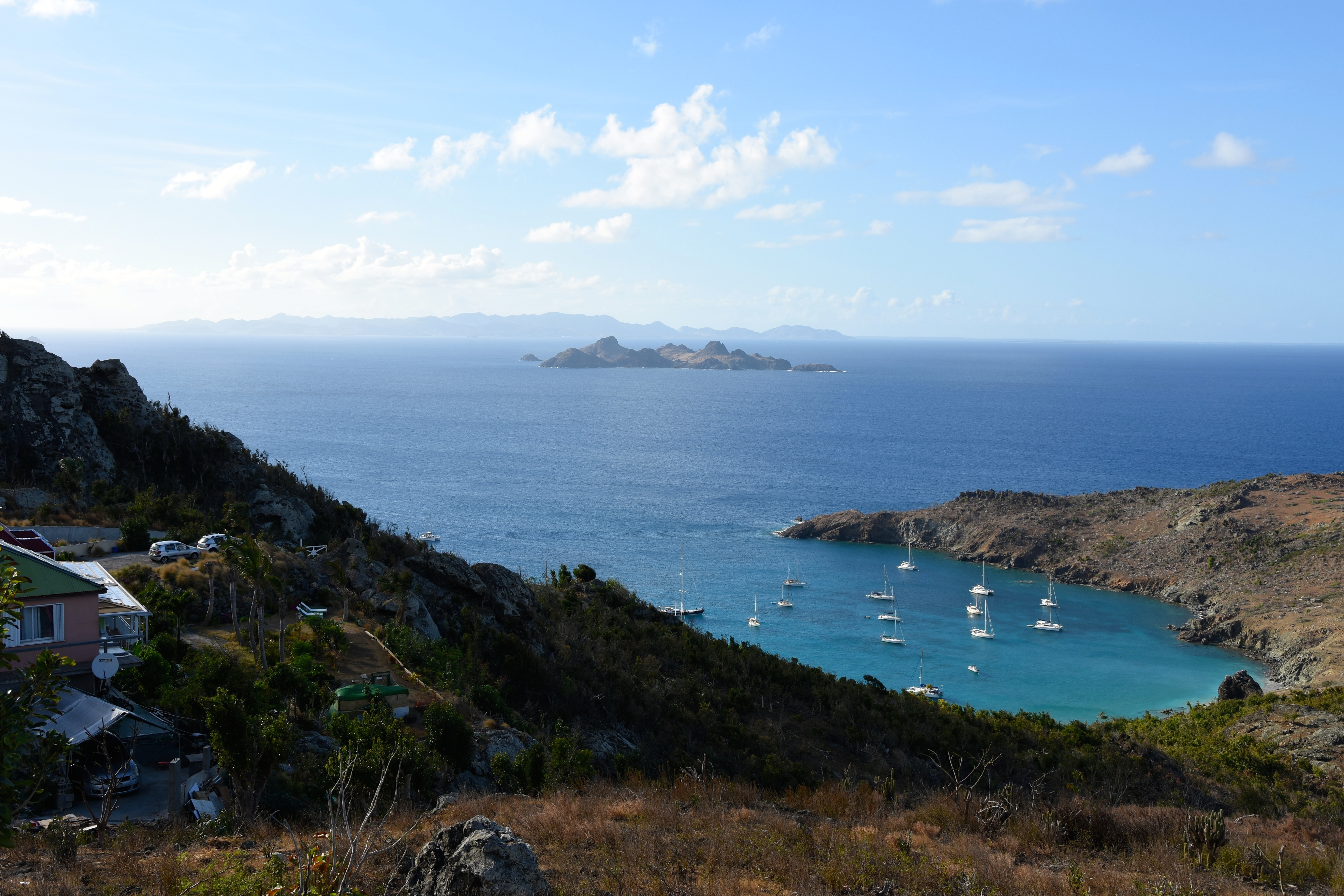
Vue de la plage depuis Colombier.
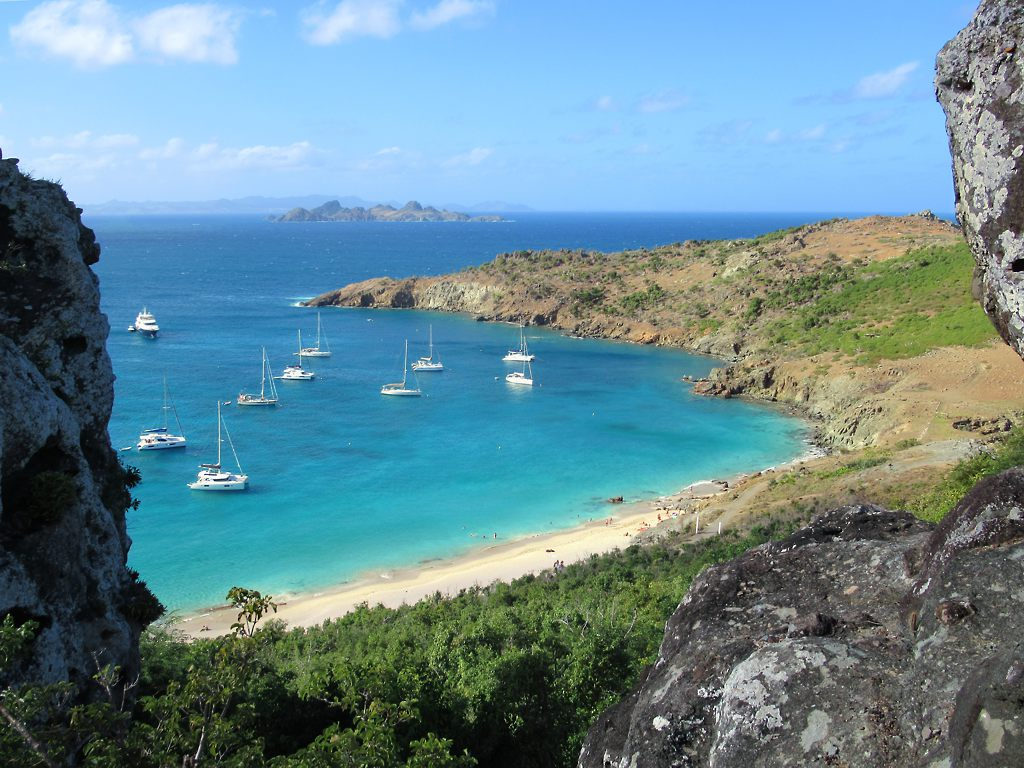
Anse et plage …
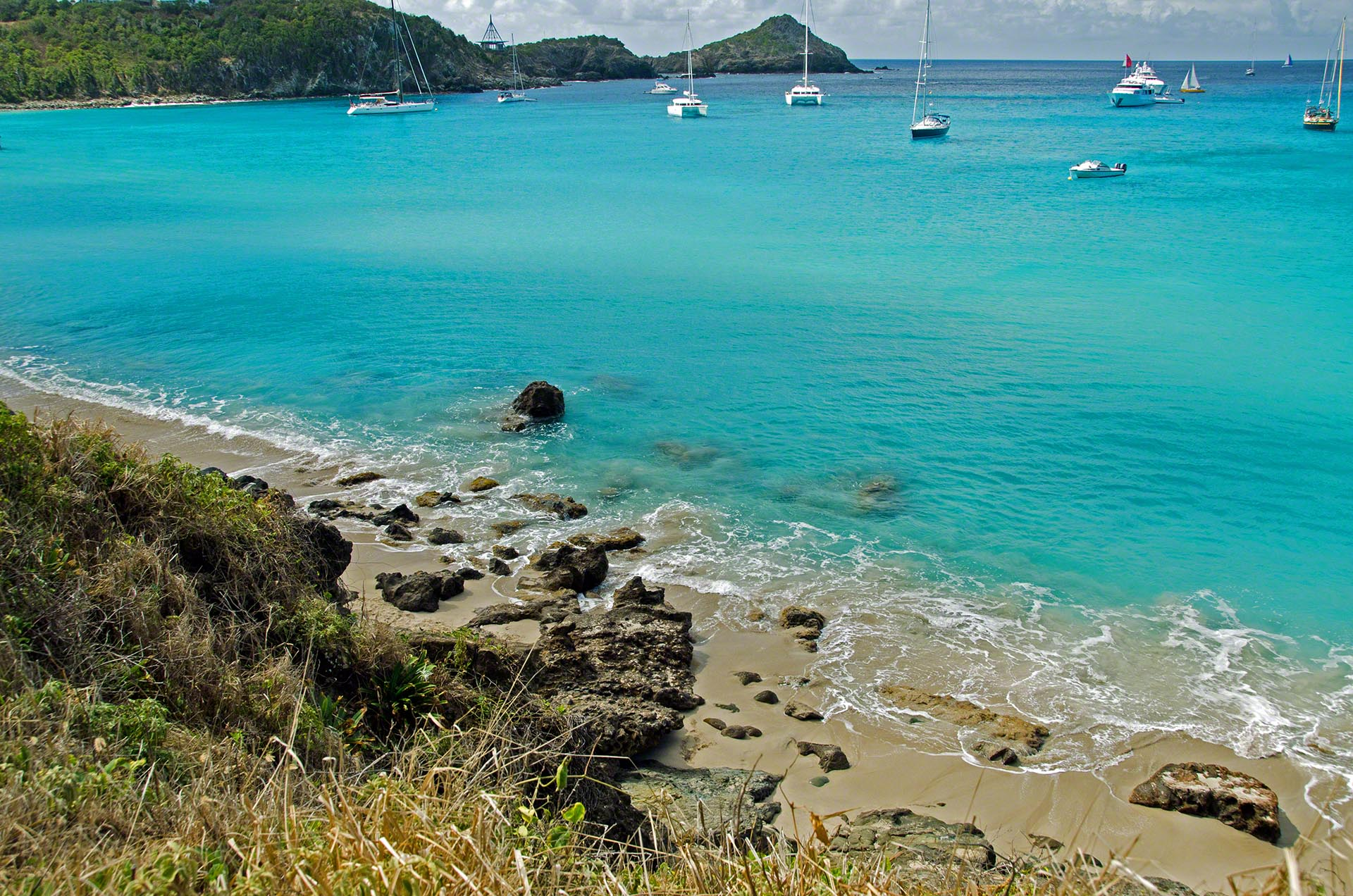
… de Colombier.
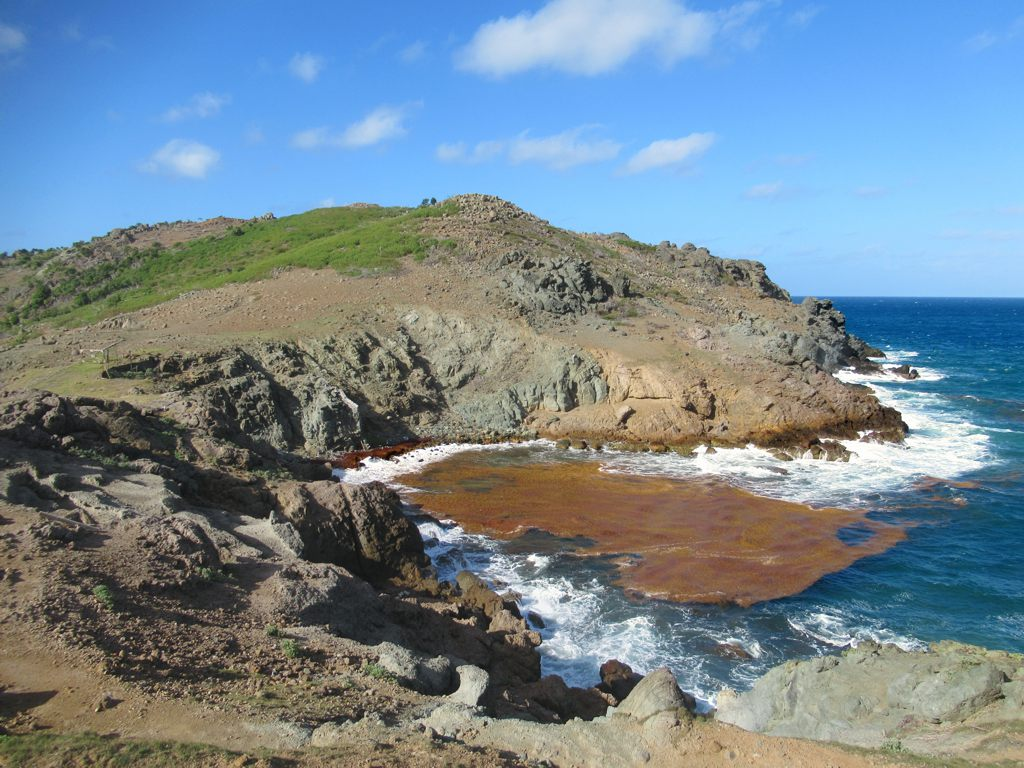
Pointe du Colombier.
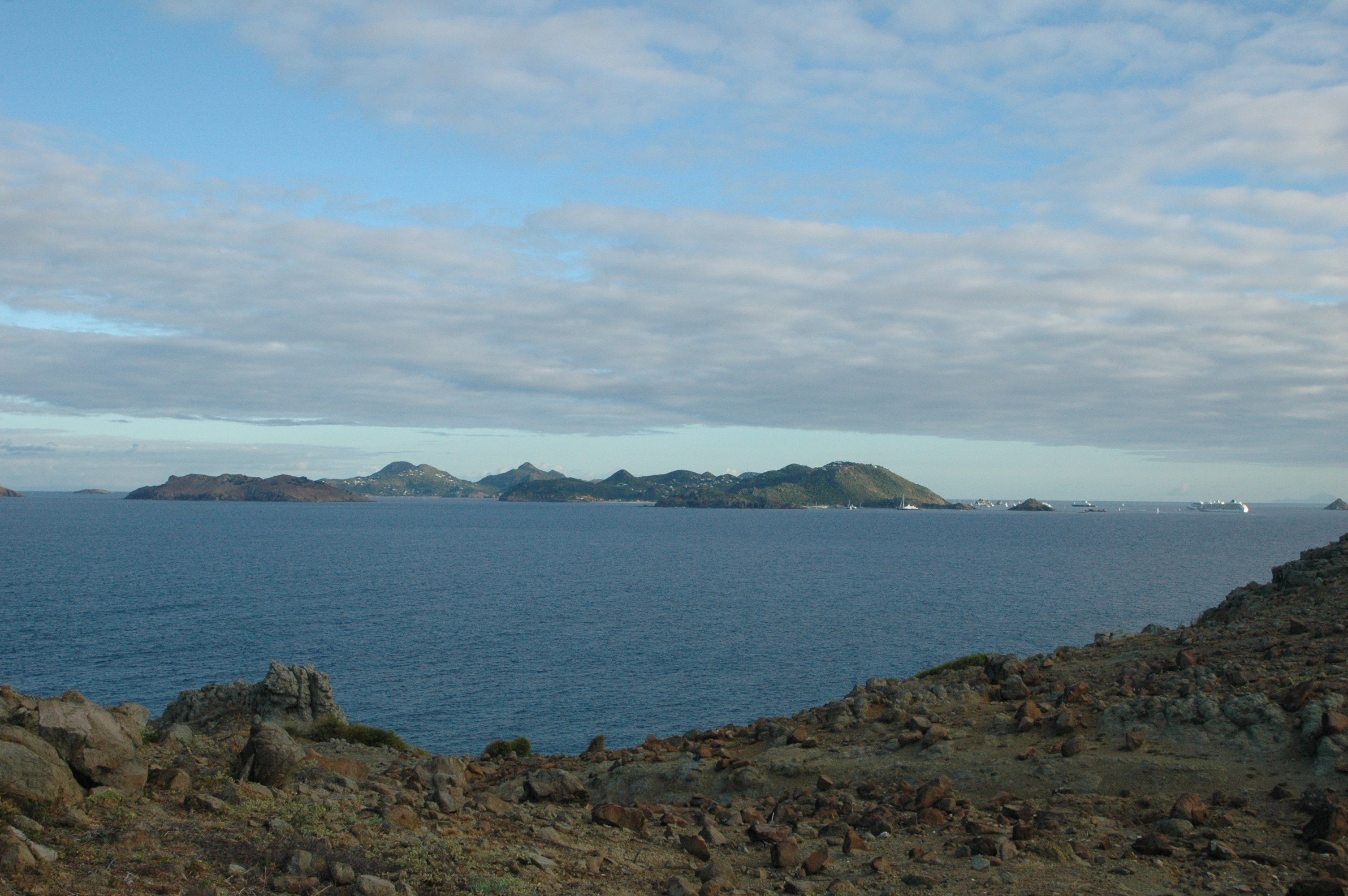
Saint-Barthélemy vue depuis l'île Forchue, avec Colombier au centre.

#### Sentiers de plage
Trois sentier de randonnée mènent à l'Anse de Colombier. Dans tous les cas, il n’y a ni installations ni habitations dans les environs. Les randonneurs doivent donc emporter de l’eau potable, porter des chapeaux et enfiler de bonnes chaussures. Le parcours panoramique part de la fin de la route dans le village de Colombier. À mi-chemin, le sentier passe par la Grande Roche qui, par temps clair, offre une vue sur Sint Maarten au large. 

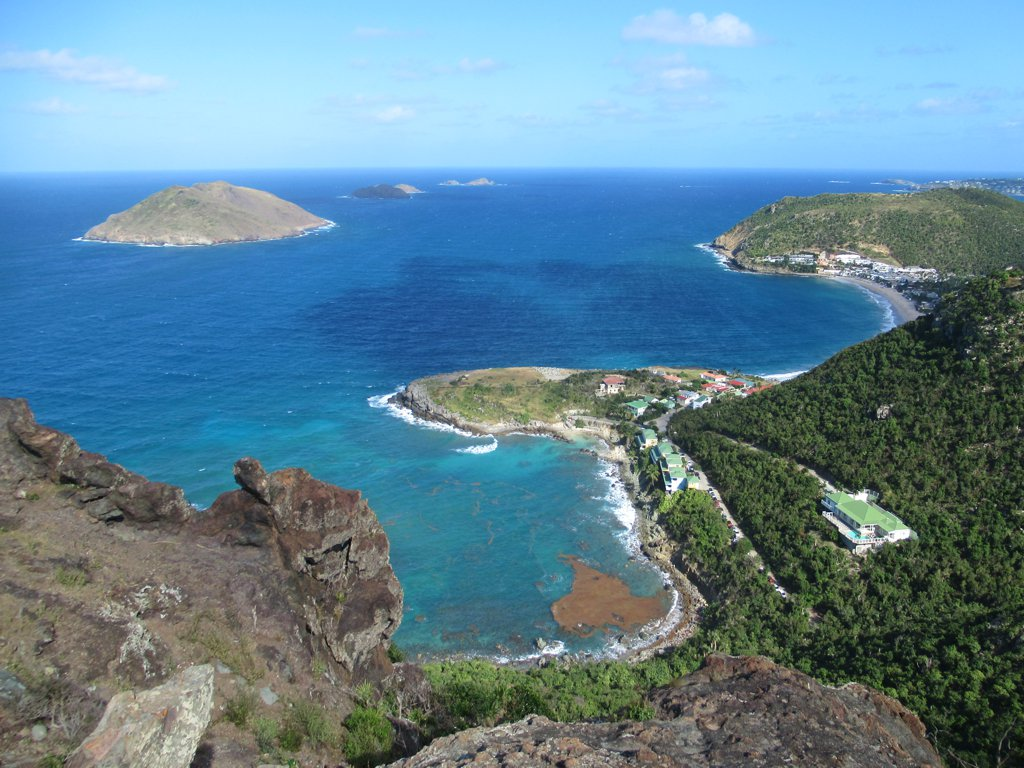
Le Colombier Beach Trail, jusqu'à la pointe nord-ouest de Saint-Barthélemy, commence à la Petite Anse.

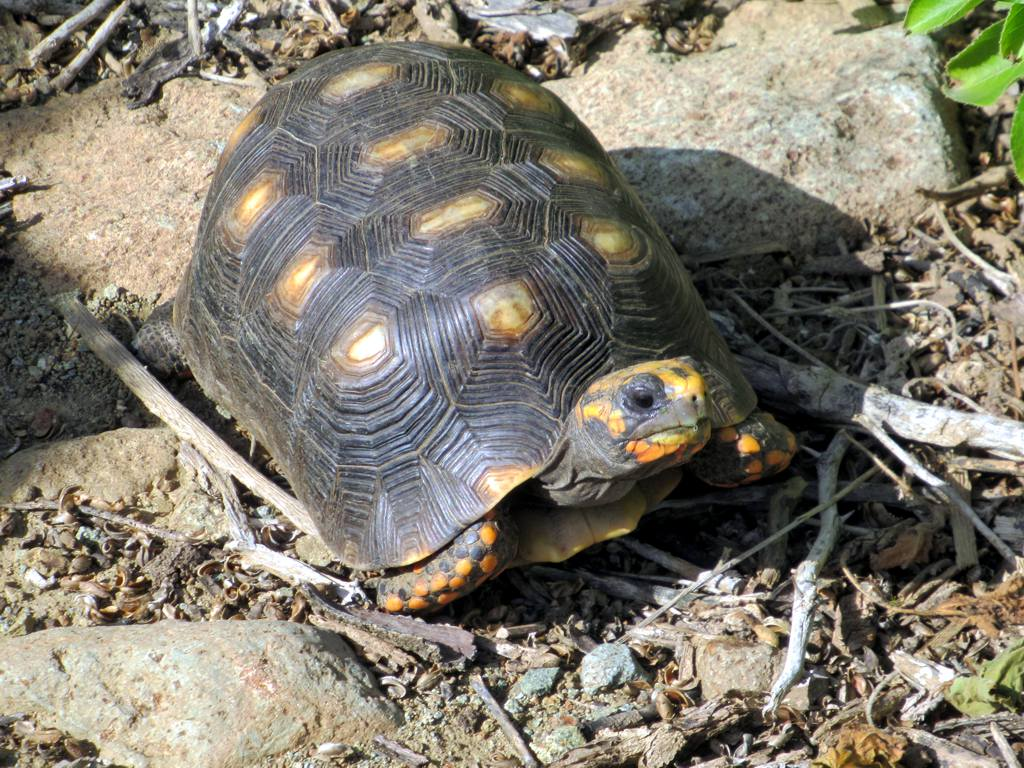
Une tortue charbonnière à pattes rouges évoluant à proximité de la petite anse de Colombier.

Un sentier pédestre plus facile démarre à la plage de Petite Anse et suit la côte jusqu'à la plage, et prend environ 20 minutes à parcourir. Le long de cet itinéraire, on peut croiser la couresse de la Bande d'Anguilla (Alsophis rijgersmaei), un petit serpent protégé, ainsi que de nombreux ameives, des chèvres sauvages, des tortues et des iguanes,. Une grotte abritant une petite colonie de chauves-souris (Molossus molossus) se trouve dans les recoins de la falaise. Il y a aussi des lys, des orchidées violettes et des cactus le long du parcours. Le sentier commençant au sommet du Colombier, il n'est pas recommandé aux personnes âgées et aux jeunes enfants et le retour peut être fatigant et exigeant.
Quant au sentier partant directement de l'extrémité de Flamands, il est encore plus facile mais quand même physique. Faire de la randonnée dans ce coin de l'île vers midi est déconseillée sauf si on se protège du soleil.

#### Villa Rockefeller
En 1957, David Rockefeller achète un terrain de 27 hectares pour y construire une villa impressionnante à Colombier. C’est la première villa de luxe de l’île. C'est elle qui lance cette tendance. Le site est ensuite agrandi à 98 hectares. Rockefeller et sa femme occupent alors la villa un week-end par an en moyenne.
En 1983, la villa est vendue à des investisseurs américains pour être transformée en hôtel, mais les plans sont restés inchangés. De plus, le développement de la zone autour de cette villa au Colombier est plus difficile car elle est située dans une réserve naturelle. En 2020, un permis a été accordé pour le réaménagement de 1,4 hectare, mais les bâtiments existants doivent être restaurés dans leur état d'origine. Par ailleurs, une autre villa Rockefeller à Gouverneur, plus petite, appartenait à Roman Abramovich en 2020.

### Réserve naturelle
La réserve naturelle protège les écosystèmes sous-marins, tels que les herbiers marins et les récifs coralliens, qui abritent une grande biodiversité. La Réserve entretient plusieurs mouillages écologiques près de la côte dans la baie du Colombier.
Un suivi scientifique est mené dans ces mouillages afin de mieux comprendre l'évolution de ces habitats. Cette surveillance permet aux scientifiques de surveiller la santé de ces habitats et de mettre en évidence l'effet des mesures de protection. Les récifs coralliens du Colombier sont étudiés : les résultats les plus récents montrent une augmentation de la présence corallienne de 9 % entre 2007 et 2008 sans blanchissement significatif.

### Flore marine
Des études récentes menées par la Réserve naturelle ont identifié plus de 50 algues différentes et cinq espèces d'herbiers marins. Ceux-ci sont des plantes à fleurs et non des algues et se trouvent principalement dans les baies abritées, comme Colombier. Deux espèces d'herbiers marins peuvent être rencontrées dans la baie :
- l’herbe de Tortle (Thalassia testudinum), reconnaissable à ses grandes feuilles aplaties en forme de ruban, cet herbier abrite de nombreuses petites organisations sur ses feuilles. Ces petites organisations servent de source de nourriture à de nombreux animaux. Ces « prés » sont l'habitat des lambis, des oursins, des étoiles de mer et des tortues vertes. Ces dernières se nourrissent de cette herbe, c'est pourquoi on l'appelle « herbe tortl » ;

- l’herbe de lamantin (Syringodium filiforme), c'est une graminée est commune à Saint-Barthélemy, où elle pousse jusqu'à 30 mètres de profondeur. L'herbe du lamantin présente des feuilles minces et cylindriques[4].

### Mammifères

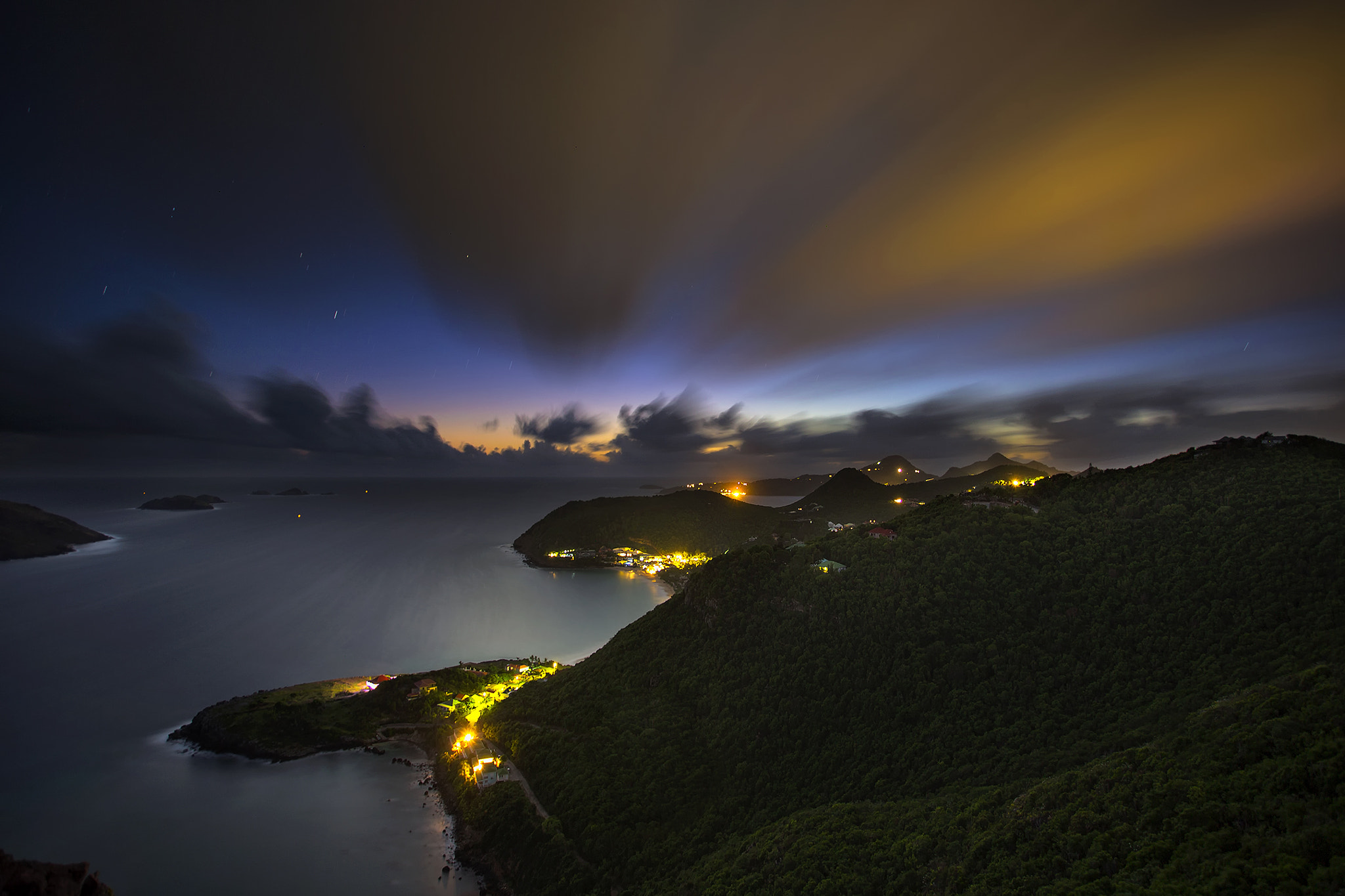
Vue nocturne de la côte nord-ouest de Saint-Barth, avec la petite anse de Colombier au 1er plan, et celle des Flamands au 2e.

Huit des quinze espèces de chauves-souris présentes aux Antilles françaises existent à Saint-Barthélemy. Au crépuscule, on peut apercevoir l'ardrops des Petites Antilles (Ardrops nichollsi) ou « Natalus stramineus ». Certaines de ces chauves-souris forment des colonies et se regroupent dans les grottes des falaises de Colombier.